# Edith Roosevelt
Edith Kermit Carow Roosevelt (Norwich (Connecticut), 6 augustus 1861 – Oyster Bay (New York), 30 september 1948) was de echtgenote van Theodore Roosevelt, Amerikaans president. Ze is als Edith Carow geboren in Connecticut in 1861. Edith was de tweede vrouw van Theodore Roosevelt. Edith en Theodore Roosevelt trouwden in Londen in december 1886. Na hun huwelijk betrokken zij een woning op Sagamore Hill in Oyster Bay. In dit huis zouden ze altijd blijven wonen (ook tijdens het presidentschap werd deze woning aangehouden) en ze kregen 5 kinderen in een periode van 10 jaar (Theodore, Kermit, Ethel, Archibald, en Quentin). Edith Roosevelt stierf op 30 september 1948 op een leeftijd van 87 jaar.

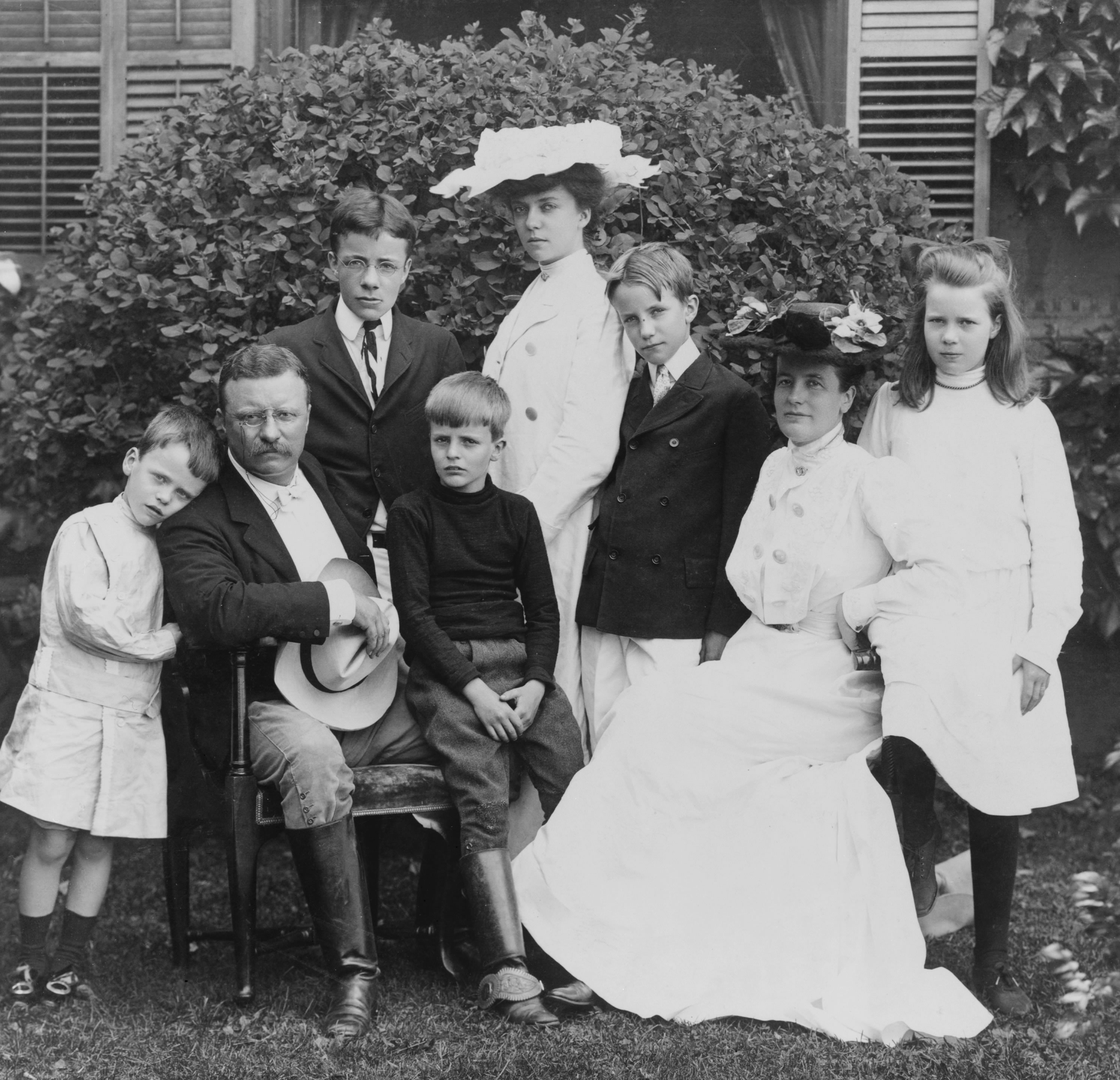
De familie Roosevelt, 1903